# موسینو
موسینو (انگلیسی: Musino) یک شهرک در شهرستان بیژبولیاکسکی باشقیرستان کشور روسیه است.